# Alfred Budner
Alfred Budner (ur. 30 sierpnia 1950 w Tomaszewie) – polski polityk, rolnik, zootechnik, poseł na Sejm IV i V kadencji.

## Życiorys
Uzyskał wykształcenie średnie zawodowe, w 1970 ukończył technikum hodowlane w Kościelcu. Jest zootechnikiem. Prowadzi 156-hektarowe gospodarstwo rolne. W latach 80. był prezesem Krajowego Klubu Producentów Mleka. Pełnił też funkcję wiceprzewodniczącego Centralnego Związku Spółdzielczości Mleczarskiej.
Od 1976 do 1989 należał do Zjednoczonego Stronnictwa Ludowego. W latach 1976–1982 był radnym Gminnej Rady Narodowej w Starym Mieście. W 1997 wstąpił do ZZR „Samoobrona”, a następnie także do partii Samoobrony RP. Pełnił funkcje wiceprzewodniczącego zarządu wojewódzkiego związku i członka prezydium partii. W latach 90. był organizatorem protestów rolniczych w okolicach Konina.
W 2001 i 2005 był wybierany z listy Samoobrony RP na posła okręgu konińskiego (otrzymał kolejno: 8811 i 16 075 głosów). Zasiadał w Komisji Zdrowia, Komisji Rolnictwa i Rozwoju Wsi, Komisji Ochrony Środowiska, Zasobów Naturalnych i Leśnictwa oraz Komisji Samorządu Terytorialnego i Polityki Regionalnej. Przewodniczył też Podkomisji nadzwyczajnej do spraw programu nieodpłatnego przekazywania mięsa z zapasów Agencji Rynku Rolnego. Kierował również Parlamentarnym Zespołem Myśliwych i Sympatyków Łowiectwa.
W wyborach w listopadzie 2006 bez powodzenia kandydował na urząd prezydenta miasta Konina. Otrzymał 2,56% głosów, zajmując ostatnie miejsce spośród pięciu kandydatów. Od maja do grudnia 2006 był doradcą ministra rolnictwa Andrzeja Leppera. W grudniu 2006 odszedł z klubu parlamentarnego i partii. W lipcu 2007 współtworzył Samoobronę-Odrodzenie.
W przedterminowych wyborach parlamentarnych w 2007 bez powodzenia ubiegał się o reelekcję jako bezpartyjny kandydat z 16. miejsca listy Prawa i Sprawiedliwości (otrzymał 6736 głosów). Został następnie członkiem PiS. W wyborach parlamentarnych w 2011 ponownie bez powodzenia kandydował z listy tej partii do Sejmu (otrzymał 3546 głosów), a w wyborach samorządowych w 2014 do rady powiatu konińskiego.
W 2008 został skazany przez Sąd Okręgowy w Warszawie na karę 5 tys. zł grzywny za zniszczenie w 2002 zboża należącego do Zbigniewa Komorowskiego poprzez wysypanie go na tory. Wyrok ten został w marcu 2009 utrzymany w mocy przez Sąd Apelacyjny.

## Życie prywatne
Zamieszkał w Tomaszewie. Żonaty, ma dwoje dzieci – syna Tomasza i córkę Margaretę.

## Wyniki wyborcze
| Wybory | Komitet wyborczy | Komitet wyborczy                    | Organ                    | Okręg | Wynik          |
| ------ | ---------------- | ----------------------------------- | ------------------------ | ----- | -------------- |
| 2001   |                  | Samoobrona Rzeczpospolitej Polskiej | Sejm IV kadencji         | nr 37 | 8811 (3,41%)   |
| 2005   |                  | Samoobrona Rzeczpospolitej Polskiej | Sejm V kadencji          | nr 37 | 16 075 (7,37%) |
| 2006   |                  | Samoobrona Rzeczpospolitej Polskiej | Prezydent miasta Konina  | –     | 701 (2,56%)    |
| 2007   |                  | Prawo i Sprawiedliwość              | Sejm VI kadencji         | nr 37 | 6736 (2,26%)   |
| 2011   |                  | Prawo i Sprawiedliwość              | Sejm VII kadencji        | nr 37 | 3546 (1,35%)   |
| 2014   |                  | Prawo i Sprawiedliwość              | Rada Powiatu Konińskiego | nr 3  | 212 (3,37%)    |